# IDEAリーグ
IDEAリーグ（英語: IDEA League）は、1999年に設立されたヨーロッパの有力な研究大学であるデルフト工科大学、チューリッヒ工科大学、アーヘン工科大学、チャルマース工科大学、ミラノ工科大学で構成されるコンソーシアム。

## 概要
IDEAの名称は設立時の大学の頭文字を集めた。単位の互換認定や共同研究計画があり、交換留学も盛んで互いに連携しつつ切磋琢磨する事を企図する。加盟校は入れ替わっている。設立時のメンバーだったインペリアル・カレッジ・ロンドンは2012年に離脱した。ParisTechは2006年から2013年まで加盟していた。アジアの理工系トップ大学が連携するASPIREリーグとも交流する。

## 加盟校
- デルフト工科大学
- チューリッヒ工科大学
- アーヘン工科大学
- チャルマース工科大学
- ミラノ工科大学